# 梅特羅波利
46°28′0″N 34°20′43″E / 46.46667°N 34.34528°E
梅特羅波利（烏克蘭語：Метрополь）是位於烏克蘭南部的村莊，由赫爾松州海尼切斯克區的新特羅伊茨凱市鎮負責管轄。該村始建於1927年，面積16.8平方公里，海拔高度30米，2001年人口550，人口密度每平方公里32.7人。